# Постпроцесна археологија
Постпроцесна археологија, коју присталице некада називају и интерпретативне археологије, је покрет у археолошкој теорији који наглашава субјективност археолошких тумачења. У оквиру ове парадигме се налази широк спектар теоријских ставова, укључујући и структурализам и неомарксизма, као и различите археолошке методе.
Постпроцесни покрет у археологији је настао у Уједињеном Краљевству током 1970-их и 1980-их где су били многи од пионира ове области: Ијан Ходер, Данијел Милер, Кристофер Тили и Питер Уко, који су били под утицајем француске марксистичке антропологије, постмодернизма и сличних трендова у културној антропологији. Парадигма је настала као реакција и критика процесне археологије, која се појавила 1960—их година и која је постала доминантна. Постпроцесни археолози се нису слагали са многим виђењима њихових процесних колега, првенствено да уз употребу научног метода археолошка интерпретација може постат објективна. Такође су критиковали пренаглашене материјалистичка интепретација прошлости, што су сматрали да је од стране археолога етички и политички неодговорно.

## Приступ

### Субјективност
Постпроцесни приступ археологији је у супротности са процесним. Процесни археолози су позитивистит и сматрају да научни метод мора и може да се примени за археолошка истраживања, што омогућава да археолози буду објективни приликом истраживања прошлости. Постпроцесни археолози критикују овај став и наглашавају субјективну природу интерпретације, негирајући да постоји објективност у археологији. Археолог Метју Џонсон је приметио "постпроцесни археолози износе да ми не можемо одвојиди теорију од података; уместо тога, ми видимо податке кроз облак теорије".

### Интерпретација
Због тога што наглашавају субјективност археологије, они сматрају да "сви археолози... да ли признају или не" увек намећу своје ставове и пристрасности у интепрпретацији археолошких података. Сматрају да ова пристрасност носи политички карактер. Постпроцесни археолог Данијел Милер је веровао да је позитивистички приступ његовох процесних колега производио техничка знања која су олаксашава опресију обичних људи од стране елите. Сматрао је да је изношење концепта да на људска друштва утичу спољни фактори, археолози прихватају социјалну неправду. Други су критиковали и чињеницу да археолози из богатих западних држава изучавају и бележе историје сиромашнијих земаља другог и трећег света. Ијан Ходер је изнео да археолози немају право да врше интерпретацију праисторија других етничких и културних групва, већ да требају људима из ових група да дозволе да сами створе своје виђење прошлости.

## Разумевање прошлих друштава

### Материјализам и идеализам
Док су процесни археолози били изразити материјалисти, а културно-историјски археолози су идеалисти, постпроцесни археолози су сматрали да прошла друштва морају бити интерпретирана и кроз материјализам и идеализам. Џонсон је изнео "многи постпроцесуалисти тврде да морамо одбацити опозицију између материјализма и идеализма." Постпроцесни археолози признају да су друштва интерпретирала свет око себе на делимично материјални начин, али многа историјска друштва су такође јасно наглашавала идеологију (укључујући и религију) у тумачењу света, што је и утицало на њихово понашање. Пример за ово износи Бернард Кнап који је проучавао како је елита манипулисала идеологијом како би одржала политичку и економску власт. Други истраживач који се бавио сличном темом је Мајк Персон који је изнео да је алат подједнак производ идеологија као и круна или закон.
Метју Џонсон је да би објаснио овако јединство материјализма и идеализма користи пример односа пејзажа и древних друштва. Он је тврдио да:
Са једне стране, материјалистички поглед на пејзаж наглашава да се може гледати као скуп ресурса, на пример, за ловаце-сакупљаче или ране пољопривреднике. То доводи до теорије оптималног сакупљања и других економских модела за разумевање како је народ експлоатиосао предео 'ефикасно'. Постпроцесуалисти тврдите да се на пејзаже увек гледа на различите начине од стране различитих народа. Они одбацују 'рационални' поглед 'пејзажа као скупа ресурса', јер је по њима то производ нашег друштва и идеологије. Они претпостављају да су древни народи имали различите ставове о пределима. Са друге стране, искључиво идеалистичко виђење пејзажа исто није валидно. Постпроцесни археолози наглашавају да такво разумевање пејзажа није настало из апстракта - начин на који су се људи селили и корислити пределе је утицало на њихово разумевање.

### Структурализам
Многи, иако не сви, постппоцесуалисти поштују и користе теорију структурализма у разумевању историјских друштава. Структурализам у антропологију уводи Клод Леви-Строс (1908—2009), који је изнео идеју да "културни модели не морају бити изазвани било чиме, осим сами собом... [и да] у основи било које културе лежи дубока структура или суштина, коју воде закони којих људи нису свесни, али који су обезбедили обрасце културних производа који су настали из ње." У центру његове теорије структурализма је идеја да је "сва људска мисао регулисана билатерарним опозицијама, као што су култура/природа, мушкарац/жена, дан/ноћ, живот/смрт. Строс је сматрао да је принцип опозиције универзалан и да је свака култура засновнама на јединственој селекцији опозиција". Принцип структурализма у археологију уводи Андре Лероа Гуран (1911—1986), који га је користио да тумачи праисторијске симболе у свом раду из 1964. године, Религије праисторије (фр. Les Religions de Préhistoire).
У постпроцесној археологији, Ијан Ходер је био један од главних заговорника структурализма. У чланку који је објавио 1984. године је сагледавао сличности између куће и гробнице из неолита и користио структуралистички приступ као основу своје идеје о њиховој симболици. У својој књизи из 1990. године, Доместификација Европе (енгл. The Domestication of Europe), користио је структурализам да осмисли теорију да је у неолиту Европе била бинарна опозиција између поља и куће.

### Људска агенција
Постпроцесни археолози су такође усвојили и веровања у вези људске агенције, тврдећи да је у другим археолошким теоријама попут културно-историјске или процесне "идивидуа изгубљена" и да се људи стога приказују као "пасивни и насамарени зато што слепо прате друштвена правила". Постпроцесни археолози износе да су људи слободни и у многим случајевим делају у складу са својим интересима уместо да прате друштвена правила и прихватањем ових идеја се долази до тога да друштво покреће сукоб. Под утицајем социолога Ентонија Гиденсас и његове теорије структурације, многи постпроцесуалисти прихватају да људска бића иако знају и разумеју правила друштва намерно одлучују да манипулишу њима уместо да их послушно прате. Овим процесом се времом и мењају сама правила.
Други постпроцесни археолози су узели теорију социолога Карла Маркса (1818—1883) да је класни сукоб био узрок друштвених промена. По овоме су слични марксистичким археолозима, а и сама марксистичка археологија је настала због постпроцесне парадигме. Мањина археолога попут Џулијана Томаса су изнели да људска агенција није користан концепт приликом проучавања прошлих друштава и тиме су прихватили позицију културног детерминизма.

## Маргинализоване археологије
Постпроцесни археолози стављају акценат на подстицање маргинализованих група да се укључе у археологију.

### Феминистичка археологија
Током 1960-их и 1970—их година је у оквиру родне археологије настала феминистичка археологија као последица другог таласа феминизма. Ова археологија тврдити да су жене у археолошкој хроници биле занемарене од стране археолога, који су већином до тада били мушкарци.

## Критика
У свом чланку из 1987. године "Процесна археологија и радикална критика" (енгл. Processual Archaeology and the Radical Critique), Титоти К. Еарл и Роберт В. Преукел су испитали постпроцесну "радикалну критику" процесуализма, и признајући да је покрет имао неке врлине и означио неке важне тренутке, аутори су дошли до закључка да у целини постпроцесни приступ има много мана зато што не може направити експлицитну методологију.